# Bucheggberg-Wasseramt
Bucheggberg-Wasseramt – jednostka administracyjna (Amtei) w Szwajcarii, w kantonie Solura.  
Amtei składa się z dwóch okręgów (Bezirk) oraz 27 gmin (Gemeinde) o powierzchni 139,35 km² i o liczbie mieszkańców 62 398.

## Podział administracyjny
Okręgi i gminy w Amtei Bucheggberg-Wasseramt:
1. Okręg Bucheggberg: Biezwil, Buchegg, Lüsslingen-Nennigkofen, Lüterkofen-Ichertswil, Messen, Schnottwil i Unterramsern
2. Okręg Wasseramt: Aeschi, Biberist, Bolken, Deitingen, Drei Höfe, Derendingen, Etziken, Gerlafingen, Halten, Horriwil, Hüniken, Kriegstetten, Lohn-Ammannsegg, Luterbach, Obergerlafingen, Oekingen, Recherswil, Subingen i Zuchwil